# Agrostis zenkeri
Agrostis zenkeri é uma espécie de gramínea do gênero Agrostis, pertencente à família Poaceae.